# Rasmus Vinderslev
Rasmus Vinderslev, né le 12 août 1997 à Aalborg au Danemark, est un footballeur danois qui évolue au poste de milieu central à SønderjyskE.

## Biographie

### En club
Né à Aalborg au Danemark, Rasmus Vinderslev est formé à SønderjyskE. Il joue son premier match en professionnel le 21 mai 2017, face au Brøndby IF en championnat. Il entre en jeu à la place de Marcel Rømer, et son équipe s'impose par trois buts à zéro. Il est promu en équipe première en juin 2017, et prolonge son contrat d'un an soit jusqu'en juin 2018. 
Le 30 janvier 2018, Vinderslev prolonge à nouveau son contrat avec son club formateur, soit jusqu'en juin 2021.
Le 31 juillet 2019, Rasmus Vinderslev est prêté jusqu'à la fin de l'année au Vendsyssel FF, club évoluant alors en deuxième division danoise. Il joue son premier match dès le 4 août 2019, face au Fremad Amager, en championnat. Il est titulaire et son équipe s'incline (0-1). Le 28 août suivant, Vinderslev inscrit son premier but en professionnel, lors d'un match de coupe du Danemark face au Kjellerup IF (en). Titularisé, il participe à la large victoire de son équipe ce jour-là (0-9 score final).

## Palmarès

### En club
SønderjyskE
- Coupe du Danemark (1) :
  - Vainqueur : 2019-20.